# Fragaria iinumae
Fragaria iinumae är en rosväxtart som beskrevs av Tomitaro Makino. Fragaria iinumae ingår i släktet smultronsläktet, och familjen rosväxter. Inga underarter finns listade i Catalogue of Life.

## Bildgalleri

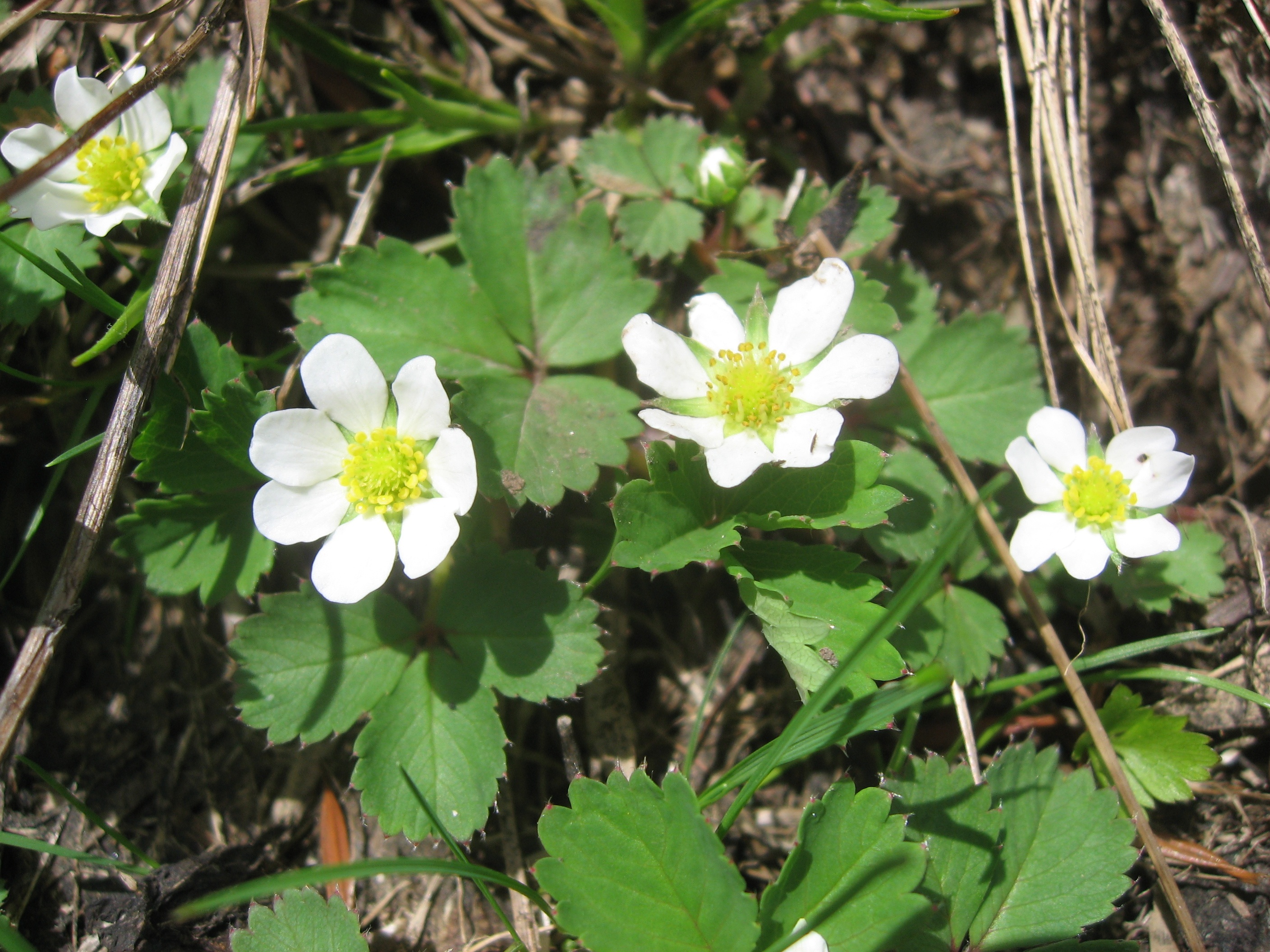
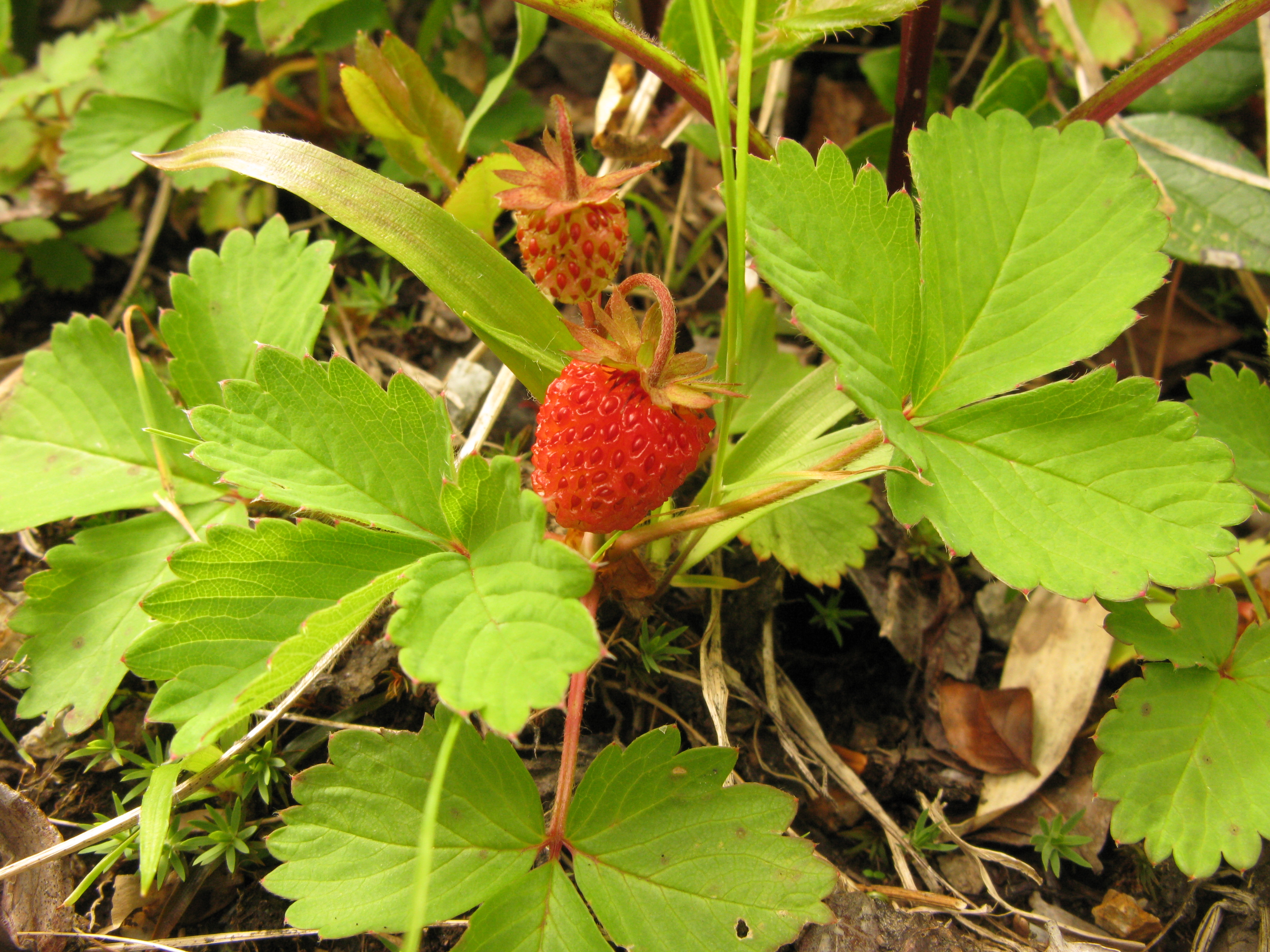
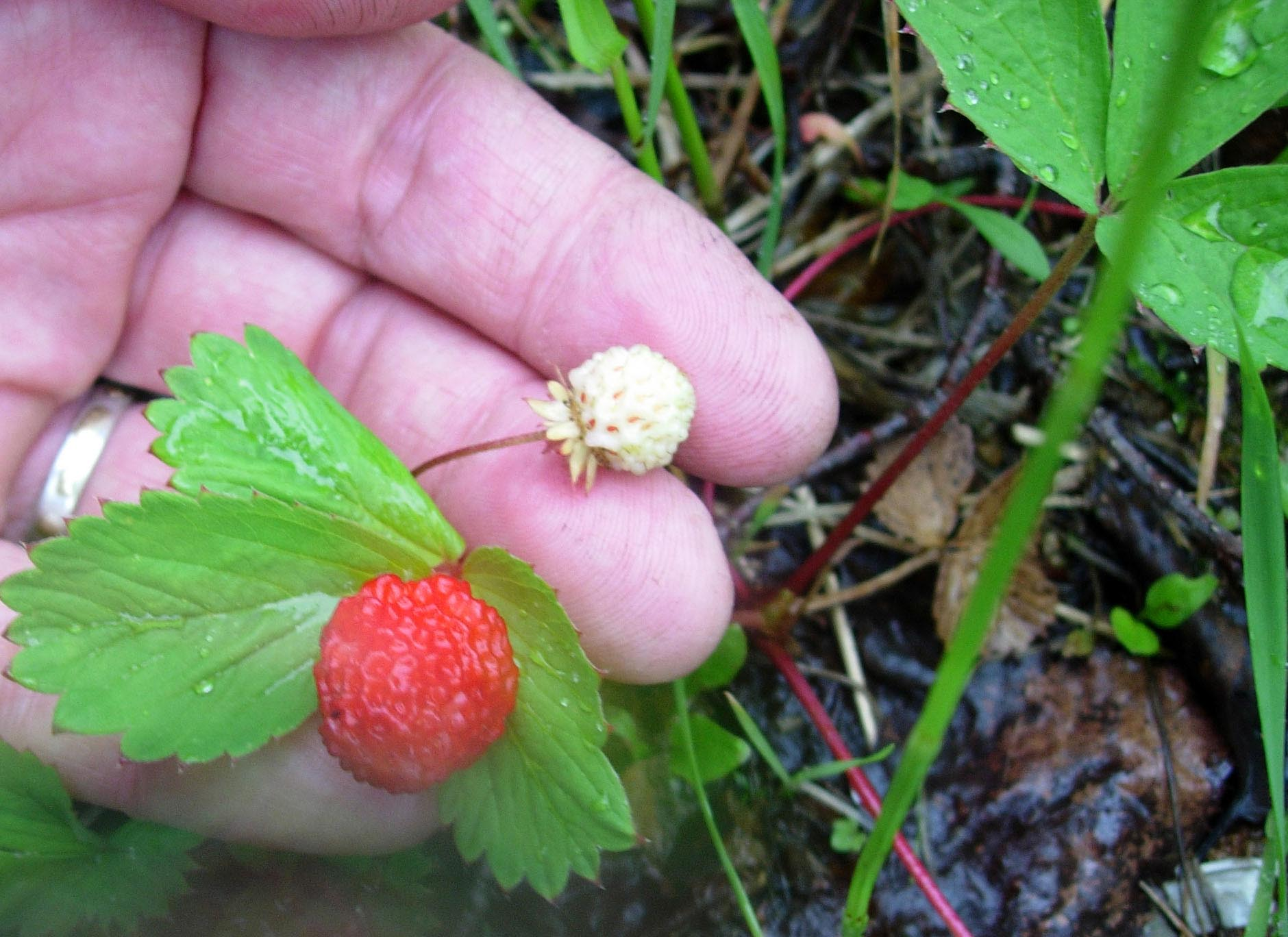
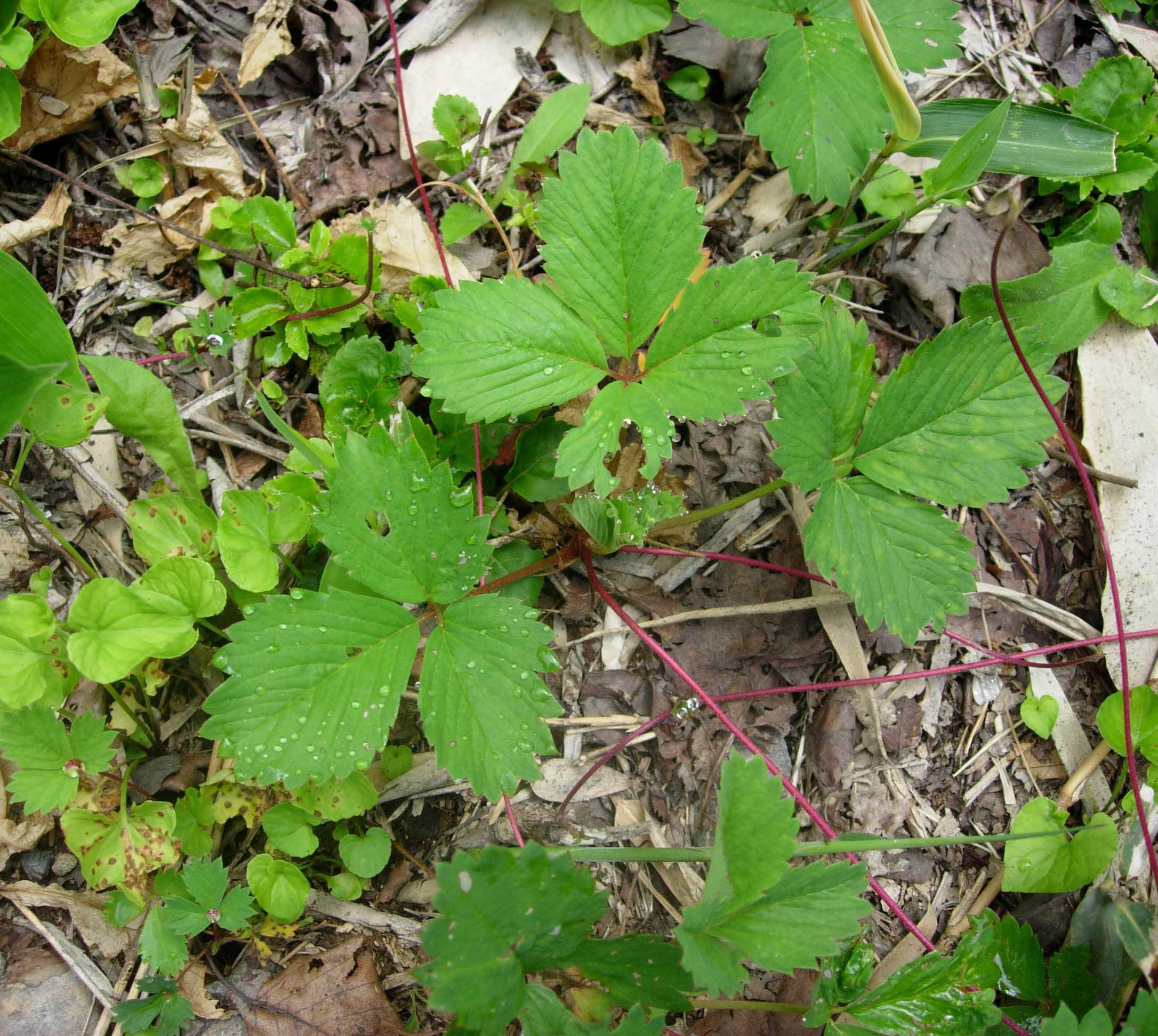
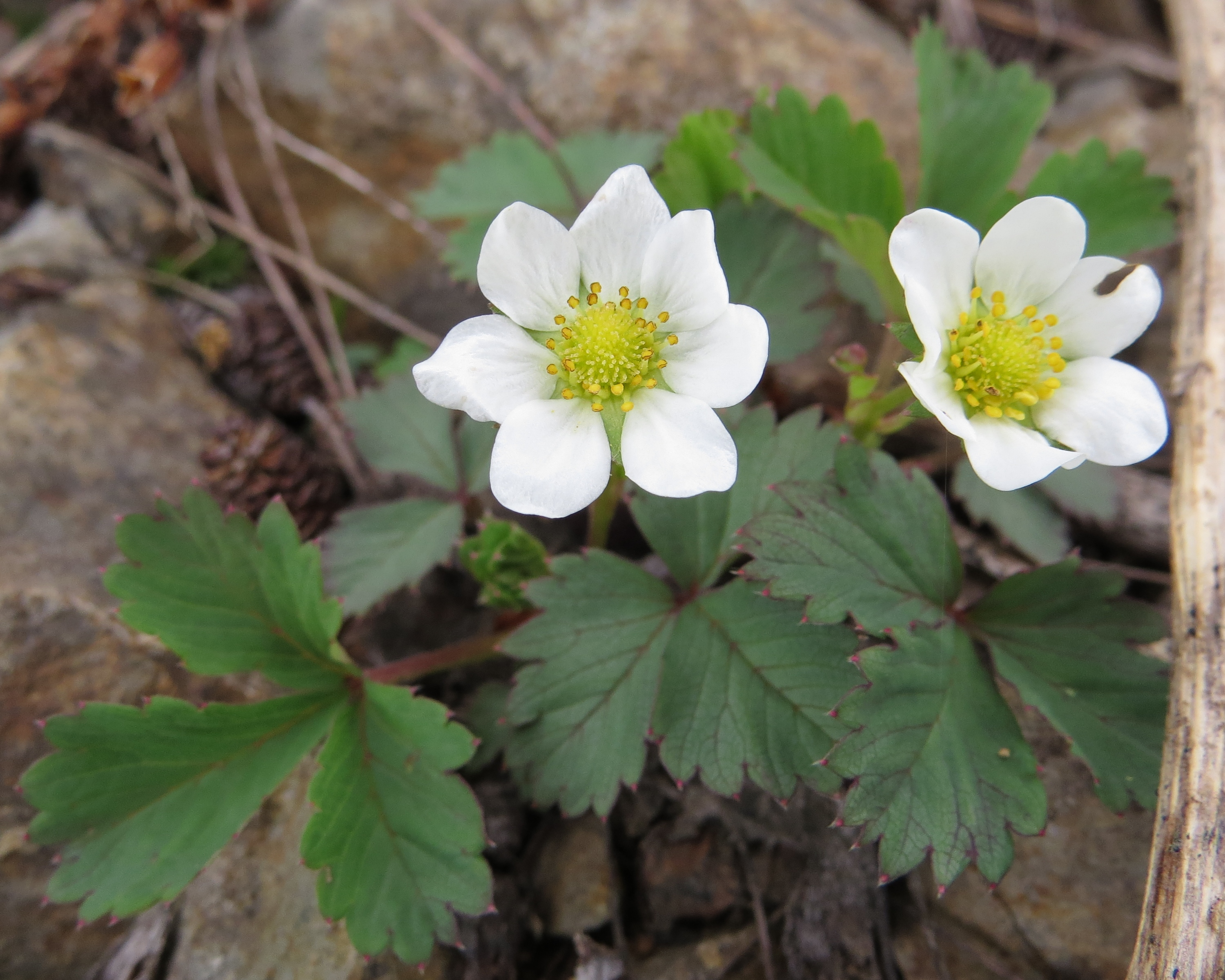
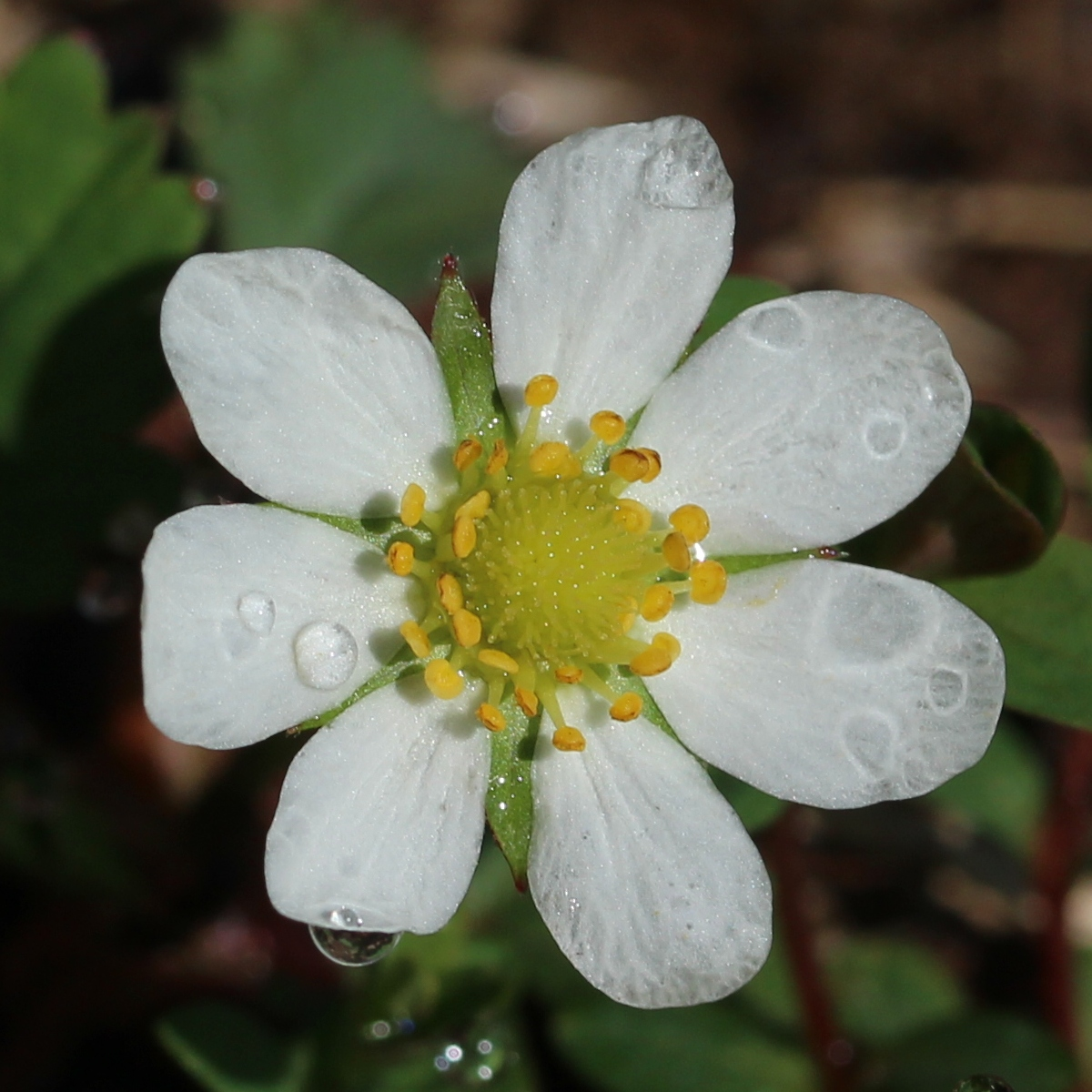